# German Japan Bowl

Logo des German Japan Bowl 2010

Der German Japan Bowl ist eine American-Football-Spielserie zwischen der deutschen und der japanischen American-Football-Nationalmannschaft. Das erste Spiel fand am 24. April 2010 in der Düsseldorfer ESPRIT arena statt, nur wenige Monate vor der American-Football-Europameisterschaft 2010 in Frankfurt am Main. Der Austragungsort wurde wegen der langen Footballgeschichte und der Tatsache, dass in Düsseldorf die größte japanische Gemeinde Deutschlands beheimatet ist, gewählt, die ESPRIT arena (früher LTU arena) war Heimspielstätte des zweifachen World-Bowl-Siegers Rhein Fire aus der NFL Europe, bis diese 2007 geschlossen wurde. Für die deutsche Mannschaft war das Spiel primär eine Vorbereitung auf die bevorstehende Europameisterschaft, weiterhin diente es aber auch zum Vergleich mit dem internationalen Level, denn Japan gilt als die zweitstärkste Footballnation der Welt. Der German Japan Bowl II wurde am 12. April 2014 in Kawasaki ausgetragen. Dort besiegte Japan Deutschland in einem Shutout mit 38:0.

## Trivia
- Der Name German Japan Bowl wurde in Anlehnung an die Bowl Championship Series gewählt.
- Der deutsche NFL-Profi Sebastian Vollmer ist als Gast eingeladen, eine Teilnahme an dem Spiel sei laut AFVD-Präsident Robert Huber wegen zu hoher Versicherungskosten nicht möglich.
- Der American Football Verband Deutschland plant zusätzlich zum üblichen Spielbericht unter anderem eine Fernsehübertragung im DSF.
- In Nordrhein-Westfalen wurde am Tag des ersten Bowls kein anderes Footballspiel ausgetragen[5]

## Spiel am 24. April 2010
- Endergebnis 24:14 für Japan.
- Zuschauerzahl: 11.073

Scoring:
- 1. Qtr.:
  -  N.Kinoshita 4 Yd. Pass von T.Takata (T.Togura Kick)     7:0
  -  M.Schmitt 61 Yd. missed FG-Return (B.Scharweit kick)    7:7

- 2. Qtr.:
  -  K.Togura 27 Yd. Fieldgoal                               10:7

- 3. Qtr.:
  -  N. Kinoshita 8 Yd. Pass von T.Takata (T.Togura Kick)    17:7
  -  S.Hasegawa 8 Yd. Pass von T.Takata (T.Togura Kick)      24:7

- 4. Qtr.:
  -  J.Morris 6 Yd. Lauf (B.Scharweit kick)                  24:14

## Spiel am 12. April 2014
- Endergebnis 38:0 für Japan.
- Zuschauerzahl: 1.889

Scoring:
- 1. Qtr.:
  -  Maeda 6 Yd. Pass von Sugawara (Saeki Kick)              7:0

- 2. Qtr.:
  -  Hagiyama 14. Yd. Pass von Katoh (Saeki Kick)            14:0

- 3. Qtr.:
  -  Saeki 38 Yd. Field Goal                                 17:0

- 4. Qtr.:
  -  Hagiyama 72 Yd. Pass von Katoh (Saeki Kick)             24:0
  -  Endoh 15. Yd. Pass von Katoh (Saeki Kick)               31:0
  -  Maeda 5 Yd. Pass von Hiramoto (Seaki Kick)              38:0